# Turks- och Caicosöarna vid världsmästerskapen i friidrott 2023
Turks- och Caicosöarna tävlade vid världsmästerskapen i friidrott 2023 i Budapest i Ungern mellan den 19 och 27 augusti 2023.

## Resultat
Turks- och Caicosöarnas trupp bestod av en idrottare.

### Damer
Gång- och löpgrenar
| Idrottare          | Gren           | Försöksheat | Försöksheat | Semifinal        | Semifinal        | Final            | Final            |
| Idrottare          | Gren           | Resultat    | Placering   | Resultat         | Placering        | Resultat         | Placering        |
| ------------------ | -------------- | ----------- | ----------- | ---------------- | ---------------- | ---------------- | ---------------- |
| Yanique Haye-Smith | 400 meter häck | 1.00,08     | 9           | Gick inte vidare | Gick inte vidare | Gick inte vidare | Gick inte vidare |